# ベン・ポルトリッジ
- ベン・ポルドリッジ

ベン・ポルトリッジ（Ben Paltridge、1992年9月21日 - ）は、タイ出身のラグビーユニオン選手。

## 略歴
母親がタイ人で、タイで生まれ、ニュージーランドで育った。8歳の時にラグビーを始める。
ニュージーランドのオークランド大学に進み、州代表選手権（NPC）では、ノースハーバーでプレー。
2015年に来日し、当時トップイーストの栗田工業ウォーターガッシュ（現・クリタウォーターガッシュ昭島）に加入した。
2015年9月12日に行われたトップイーストリーグDiv.1第1節の釜石シーウェイブス戦に先発出場で日本での公式戦初出場を果たす。
2018年には7人制日本代表合宿に参加した。
2020年、三菱重工相模原ダイナボアーズに加入。
2025年5月、三菱重工相模原ダイナボアーズを退団。